# Paspalum lilloi
Paspalum lilloi är en gräsart som beskrevs av Eduard Hackel. Paspalum lilloi ingår i släktet tvillinghirser, och familjen gräs. Inga underarter finns listade i Catalogue of Life.